# Polikusjka
Polikusjka (ryska: Поликушка) är en sovjetisk dramafilm från 1922, regisserad av Aleksander Sanin. Handlingen baserar sig på Nikolaj Gogol berättelse med samma namn.

## Rollista
- Ivan Moskvin – Polikej
- Vera Pasjennaja – Akulina, Polikejs fru
- Jevgenija Rajevskaja – älskarinnan
- Varvara Bulgakova – damens systerdotter
- Sergej Ajdarov – kontorist
- Dmitrij Gundurov – trädgårdsmästare
- Sergej Golovin – Dutlov
- Varvara Massalitinova – snickare
- Nikolaj Znamenskij – Aljocha
- Aleksandr Istomin – Iljucha
- Nikolaj Kostromskoj – krögare [6]